# Шинозавр
Шиноза́вр (официально «Арт-конструкция „Дракон“») — объект московского ЖКХ-арта, построенный в 1971 году (по другим данным, в 1987). Демонтирован в июле 2022 года, несмотря на протесты жителей и обещания властей его сохранить; на его месте установлен зеленый дракон. По утверждению известного москвоведа Павла Гнилорыбова, московский шинозавр обладал всероссийской известностью, его называют «Самым известным объектом ЖКХ-арта».

## История
По устным сообщениям представителей власти, Шинозавр существовал на этом месте с 1971 года, местные жители в воспоминаниях указывают 1987 год или начало 1990-х. По тем же воспоминаниям, Шинозавра создали автолюбители из соседних гаражей, а материал (автопокрышки) был, скорее всего, принесён с территории АО «Первый автокомбинат им. Г. Л. Краузе», который находится на противоположной стороне Мнёвников.
Последние 30 лет Шинозавр был местным любимцем, активно включённым в детские игры и политики рекреации местного сообщества.
Весной 2022 года были опубликованы планы благоустройства двора между домами 10 корпус 1 и 10 корпус 4 по улице Мнёвники. Глава Управы заверил обеспокоенных жителей, что Шинозавра не тронут.

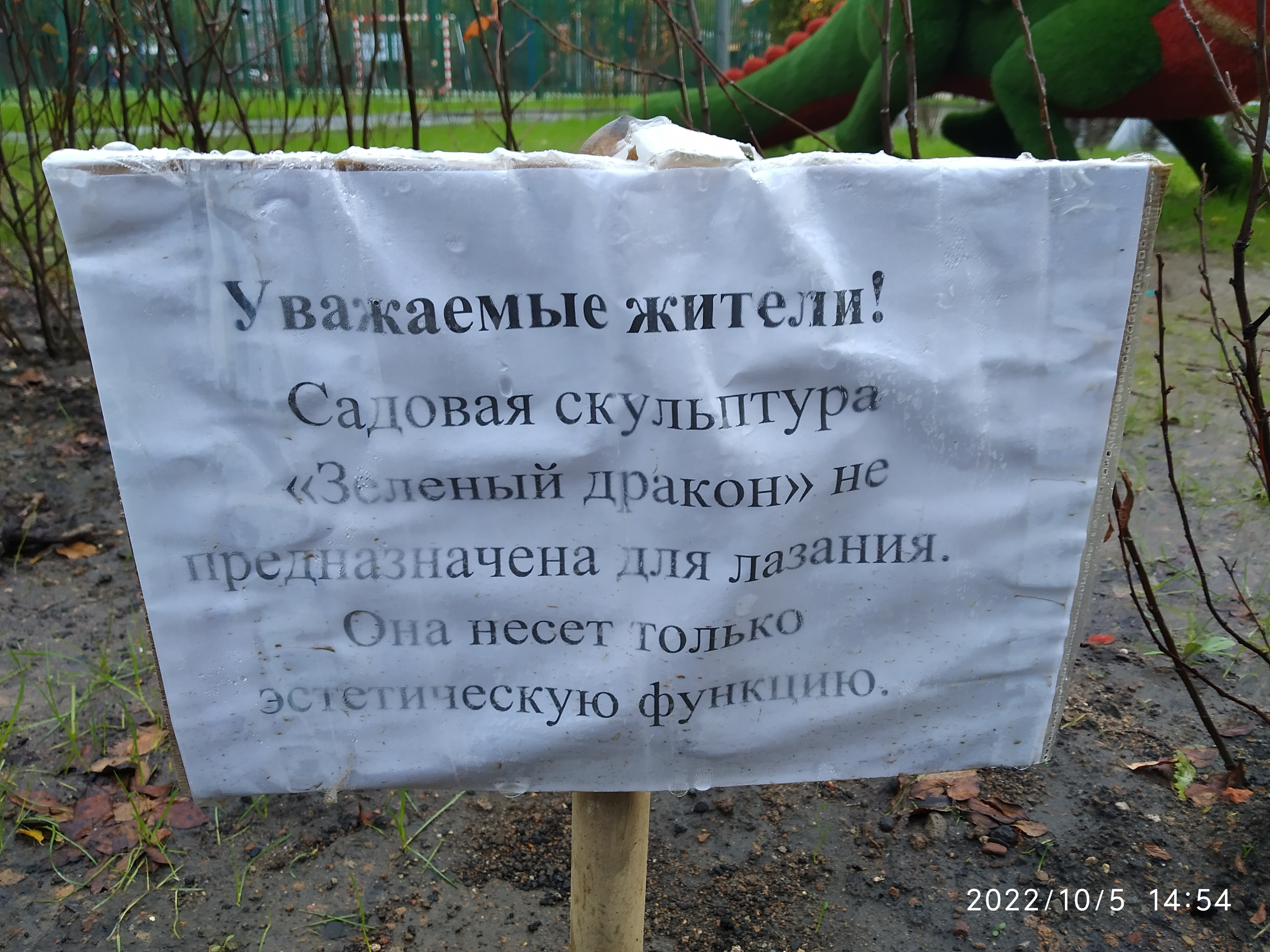
Табличка на месте «заменённого» Шинозавра

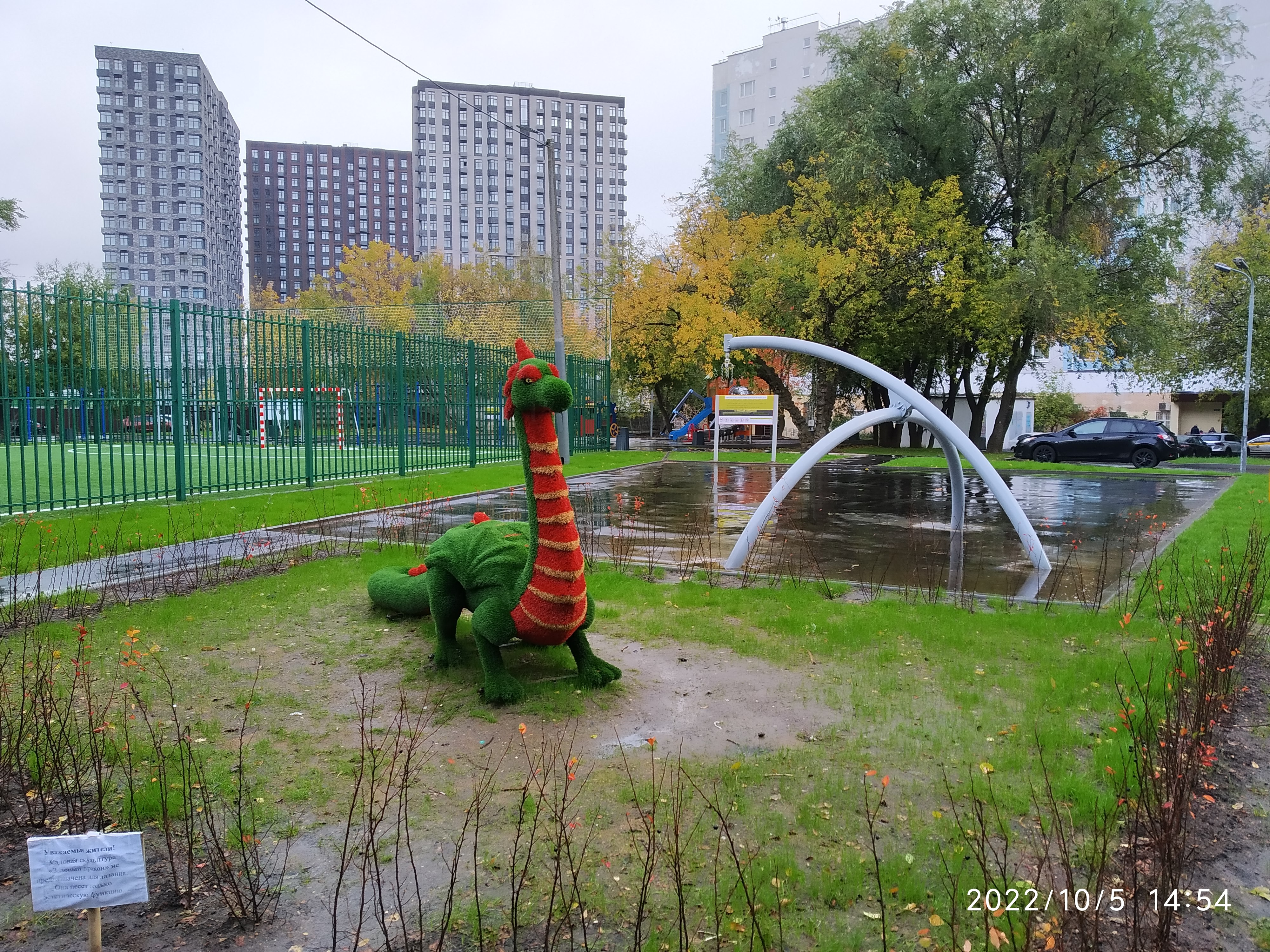
«Садовая скульптура „Зелёный дракон“», на которую был заменён Шинозавр

Тем не менее 6 июля 2022 года Шинозавр был демонтирован. Через несколько дней после демонтажа в СМИ появились сообщения, что специалисты обследовали конструкцию и выявили «множественную сквозную коррозию».

## Описание
Основу сооружения составляет стальная труба, согнутая под углом к горизонту и намертво сваренная с несколькими более короткими трубами, выполняющими роль удерживающей крестовины («лапы»). В самой высокой точке к трубе поперёк неё приварен уголок, после чего труба дугой изгибается вниз, заканчиваясь резиновым языком. На всём протяжении труб на них нанизаны автомобильные покрышки разного диаметра, от легковых до тракторных. Покрышки с середины 2000 годов покрашены в яркие цвета (сначала в фиолетовый с красным, потом в синий с жёлтым и красным). До этого монумент был чёрным. В целом сооружение отдалённо напоминало Лох-Несское чудовище.

## Влияние
Популярность Шинозавра была столь высока, что местные жители набивали себе татуировки с его изображением.
Московский шинозавр был не единственной скульптурой такого рода и, возможно, вдохновил художников Липецка на создание аналогичного творения — «Гаврюши», в описании которого слово «шинозавр» уже использовалось для типирования. Типированные как «динозавр из тракторных шин» аналогичные скульптуры были включены в виртуальный музей ЖЭК Арта.
В 2022 году дизайнер Арина Штольц создала коллекцию детской одежды, украшенную изображениями произведений ЖКХ-арта, в частности, московского шинозавра.

### Известные аналоги
- Tyrerannosaurus, Крис Пилмор, Лондонский зоопарк, 2008[19]
- Tire-annosaurus Rex, Ляонинский педагогический университет, 2016[20]
- Шинный парк в Токио[яп.]